# Éthique de la population
 (février 2019).
L'éthique de la population est l'étude philosophique des problèmes éthiques qui concernent les populations. On l'appelle aussi parfois l'axiologie de la population, c'est-à-dire l'étude des conditions dans lesquelles une situation est meilleure qu'une autre (angle sociologique et moral), en fonction du nombre et de l'identité des personnes l'ayant vécue. 
Elle traite des problèmes particuliers qui se posent lorsque des actions ou des décisions politiques n'affectent pas que des individus sinon un groupe de personnes. Généralement, de tels problèmes ne surviennent pas lorsque les actions posées et les décisions prises affectent les générations futures. Les doctrines en éthique de la population incluent, entre autres, le natalisme (ensemble de mesures prises par un État pour favoriser l'accroissement de la population en stimulant la natalité),l'antinatalisme (ensemble de mesures qui visent à réduire la natalité, donc le nombre de naissances dans une population donnée) et le développementalisme (mesures, actions, décisions, qu'elles soient politiques, sociales, économiques ou sociologiques en vue d'améliorer les conditions de vie de la population). 
« La plupart des discussions sur l’éthique de la population se sont concentrées sur la façon d’évaluer les avantages les populations en fonction de leur caractère plus ou moins positif, c’est-à-dire sur comment classer des populations [...]. Ce domaine comporte de nombreux paradoxes qui visent à montrer que les convictions que nous croyons avoir sont incohérentes dans les cas où le nombre de personnes et leur bien-être varient. »
L'éthique de la population est particulièrement importante en ce qui concerne la prise de décisions à grande échelle, comme celles qui touchent à la politique climatique. L'éthique de la population peut aussi être utilisée pour évaluer des scénarios qui influencent les préférences des gens concernant la  prévention des décès dans les organisations caritatives.